# Vochysia bifalcata
Vochysia bifalcata là một loài thực vật có hoa trong họ Vochysiaceae. Loài này được Warm. miêu tả khoa học đầu tiên.